# Sarykamyschsee
Der Sarykamyschsee (turkmenisch Sarygamyş köli, usbek. Sariqamish ko‘li, russ. Сарыкамышское озеро - Sarykamyschskoje osero) ist ein leicht salziger, in seiner heutigen Form anthropogen entstandener Binnensee, der in Zentralasien südwestlich des Aralsees an der Grenze zwischen Usbekistan und Turkmenistan liegt. Der Name leitet sich ab von „Sarı“ (Gelb) und „qamış“ (Schilf).
Die östlich des Ustjurt-Plateaus gelegene Sarykamysch-Senke, deren tiefste Stelle etwa 40 m unter dem Meeresspiegel liegt, war in früheren Zeiten immer wieder periodisch mit Wasser gefüllt, wenn der Amudarja seinen Lauf ganz oder mit einem Arm in ihre Richtung veränderte, so im 7. Jahrhundert v. Chr. bis ins 16. Jahrhundert n. Chr., als der Wasserspiegel zeitweise 50 bis 62 m ü. NN erreichte. Bis etwa zur Mitte des 1. Jahrtausends v. Chr. hatte die Senke mit dem Usboi auch einen Abfluss zum Kaspischen Meer. Im Sommer 1878 erreichte das Wasser des Amudarja die Senke letztmals auf natürliche Weise. Danach blieben im zentralen Teil der Senke nur mehrere kleine (unter 100 km2) stark salzige Seen übrig.
Infolge der starken Ausweitung der künstlichen Bewässerung des Amurdarja-Tales zu Zeiten der Sowjetunion zur Steigerung des Anbaus von Baumwolle und damit verbundene bauliche Maßnahmen kam es 1971 zum erneuten Durchbruch von Amudarja-Wasser durch den alten Arm Darjalyk (Дарьялык) in die Sarykamyschsenke, welcher nicht unterbunden wurde.
Der sich seither im Gegensatz zum stark schrumpfenden Aralsee kontinuierlich vergrößernde See hat heute eine Fläche von über 5.000 km2. Der Wasserspiegel liegt bei über 5 m ü. NN.
Der See wird zum großen Teil von Abwässern der Landwirtschaft, welche insbesondere Pestizide und Herbizide enthalten, gespeist. Als Fische kommen im See Karpfen, Welse und Schlangenkopffische vor. Trotz des ökologischen Problems wird der See fischereiwirtschaftlich genutzt.